# Sosticus solanensis
Sosticus solanensis är en spindelart som beskrevs av Gajbe 1979. Sosticus solanensis ingår i släktet Sosticus och familjen plattbuksspindlar. Inga underarter finns listade i Catalogue of Life.